# Aleurodiscus succineus
Aleurodiscus succineus är en svampart som beskrevs av Bres. 1925. Aleurodiscus succineus ingår i släktet Aleurodiscus och familjen Stereaceae.   Inga underarter finns listade i Catalogue of Life.